# Masamichi Yamada
Masamichi Yamada (山田 正道 Yamada Masamichi?), född 7 april 1981 i Kyoto prefektur, är en japansk före detta fotbollsspelare.
Yamada började sin karriär 2004 i Kyoto Purple Sanga. 2005 flyttade han till Arte Takasaki. Efter Arte Takasaki spelade han för FC Gifu. Han avslutade karriären 2008.